# Black Glacier
Black Glacier är en glaciär i Antarktis. Den ligger i Östantarktis. Nya Zeeland gör anspråk på området. Black Glacier ligger 1 270 meter över havet.
Terrängen runt Black Glacier är varierad. Trakten är obefolkad. Det finns inga samhällen i närheten. 